# Аристовка (Старомайнський район)
Аристовка (рос. Аристовка) — село в Старомайнському районі Ульяновської області Російської Федерації.
Населення становить 91 особу. Входить до складу муніципального утворення Жедяєвське сільське поселення.

## Історія
Від 2004 року входить до складу муніципального утворення Жедяєвське сільське поселення.

## Населення
| 2010 |
| ---- |
| 91   |